# Mo Becha
Mo Becha (Gent, 1970), ook gekend als Mo Glimmer, is een Belgische diskjockey en beeldend kunstenaar die de helft vormt van Mo & Benoeli. Hij werd dj na het bekijken van een VPRO-reportage over hiphop. Als muzikant werkte hij onder meer samen met Balo en Magnus. Met Reinhard Vanbergen maakte hij het project Rheinzand.
Het werkt als geluids- en beeldend kunstenaar vaak samen met David Neirings en maakte met hem een kunstwerk dat viel te bezichtigen in Mezz. In 2001 won Mo Becha de tweejaarlijkse Provinciale Prijs voor Beeldende Kunst in Oost-Vlaanderen.
Met zijn broer Aziz Becha bouwde hij de Gentse halfvastenfoor na in Lego.